# Działko HS.404
HS.404 – działko automatyczne o kalibrze 20 mm produkowane przez firmę Hispano-Suiza, używane w kilku wersjach w wielu modelach samolotów brytyjskich, amerykańskich i francuskich.

## Historia

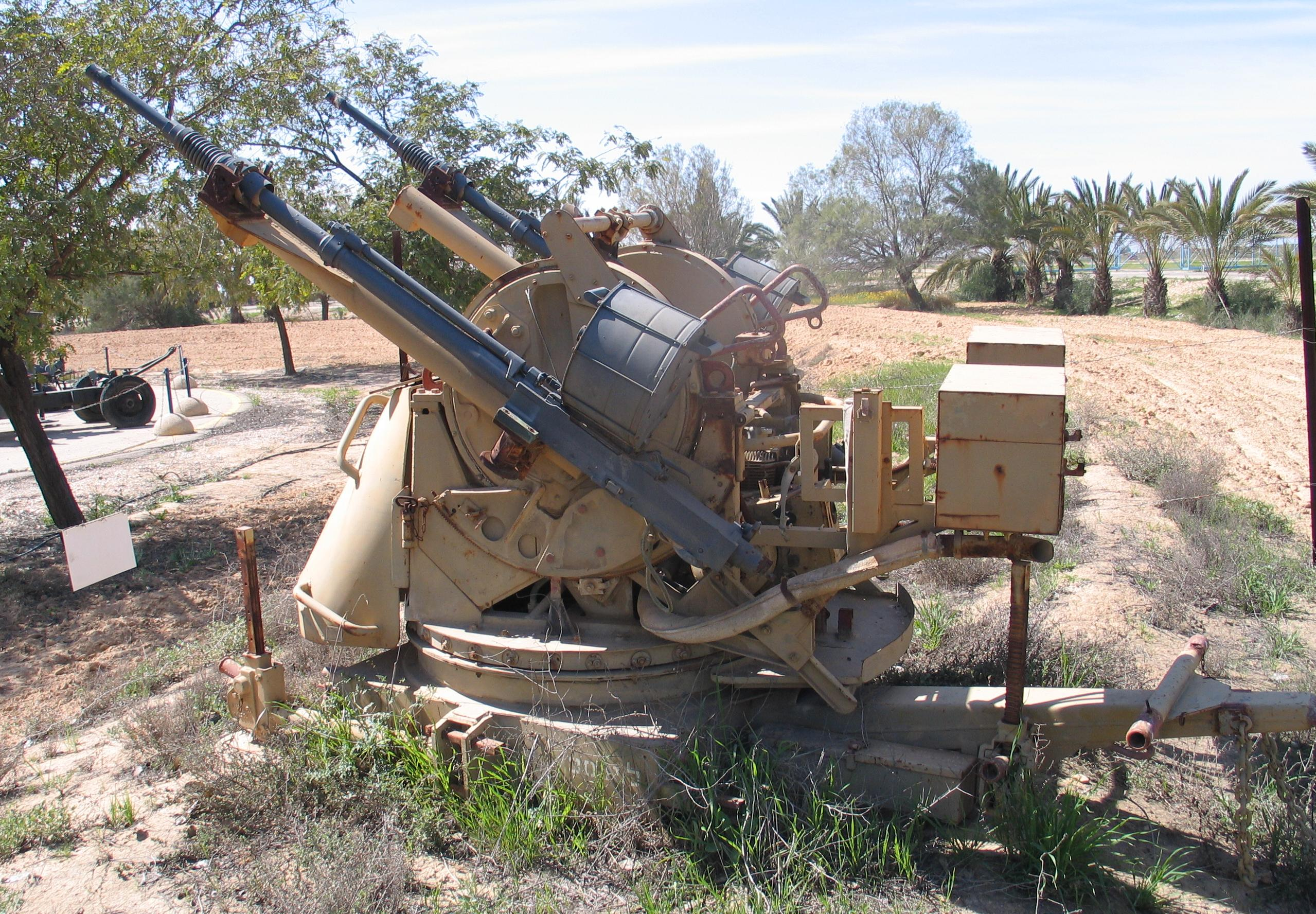
Działko HS.404 w wersji sprzężonego działka przeciwlotniczego TCM-20

Konstrukcję działka oparto na innym działku automatycznym, FF S produkowanym w Szwajcarii przez firmę Oerlikon, które było także produkowane na licencji przez Hispano-Suiza jako HS.7 i HS.9. Pod koniec lat 30. inżynier Mark Birkigt zaprojektował nowe działko, z wieloma usprawnieniami, o większej szybkostrzelności i wyższej prędkości wylotowej pocisku. Nowy projekt nazwano Type 404 lub HS.404; typ był uznany za najlepsze lotnicze działko automatyczne. Type 404 było używane w wielu przedwojennych francuskich samolotach.
Nowa broń zainteresowała brytyjski RAF i została szybko, w zmodyfikowanej formie jako Hispano Mk.II wprowadzona jako uzbrojenie brytyjskich samolotów, zastępując używane wówczas karabiny maszynowe Browning.303 o kalibrze 7,7 mm które były standardowym uzbrojeniem brytyjskich samolotów. Nowe działka wymagały pewnych modyfikacji skrzydeł samolotów Supermarine Spitfire i Hawker Hurricane.
Produkcja działka została także licencjonowana do Stanów Zjednoczonych, gdzie było ono znane jako M1. Zarówno lotnictwo, jak i marynarka amerykańska planowały szybkie przezbrojenie w nową broń. W 1941 powstał wielki program produkcyjny zarówno samych działek, jak i amunicji. Kiedy dostarczono pierwsze egzemplarze M1, okazało się, że były one bardzo zawodne i cierpiało na częste niewypały. Brytyjczycy, którzy sami nie mieli wystarczających mocy produkcyjnych byli bardzo zainteresowani modelem amerykańskim, byli jednak bardzo zawiedzeni jego jakością. W kwietniu 1942 wysłano do USA kilka egzemplarzy Mk.II w celu porównania z M1 i okazało się, że wersja amerykańska miała nieco dłuższą komorę nabojową, co powodowało większość problemów.
Amerykanie nie zdecydowali się zmodyfikować zamka w swojej wersji działka, zaprojektowali za to nową jego wersję – M2 z innymi modyfikacjami, które jednak okazało się prawie tak samo zawodne jak jego poprzednik. Pod koniec 1942 w magazynach amerykańskiego lotnictwa znalazło się 40 milionów naboi 20 mm bez skutecznej broni do ich zużytkowania. Pomimo wszystkich starań, aby podobnie jak Brytyjczycy przezbroić swoje samoloty wyłącznie w działka, Amerykanom nie udało się to do końca wojny.
W tym czasie Brytyjczycy zrezygnowali z wersji amerykańskiej, między innymi dlatego, iż udało im się zwiększyć w znaczący sposób produkcję tej broni. Rozpoczęli także wytwarzanie nowego modelu Mk.V, który był lżejszy i miał większą szybkostrzelność, ale z niższą prędkością wylotową pocisku. Amerykanie rozpoczęli budować ten model jako M3, który miał podobne problem jak jego dwaj poprzednicy. Już po zakończeniu wojny Amerykanom udało się w końcu zaprojektować udaną wersję nazwaną M24.
W okresie powojennym HS.404 wyszło dość szybko z użytku na rzecz działek rewolwerowych bazujących na niemieckim MG 213, Brytyjczycy zaczęli używać 30 mm działka ADEN, USAF przeszło na działko M39 i tylko lotnictwo amerykańskiej marynarki wojennej zostało przy starszym modelu M24, używając do niego lżejszych pocisków w celu zwiększenia ich prędkości wylotowej.

## Użytkownicy

### Francja

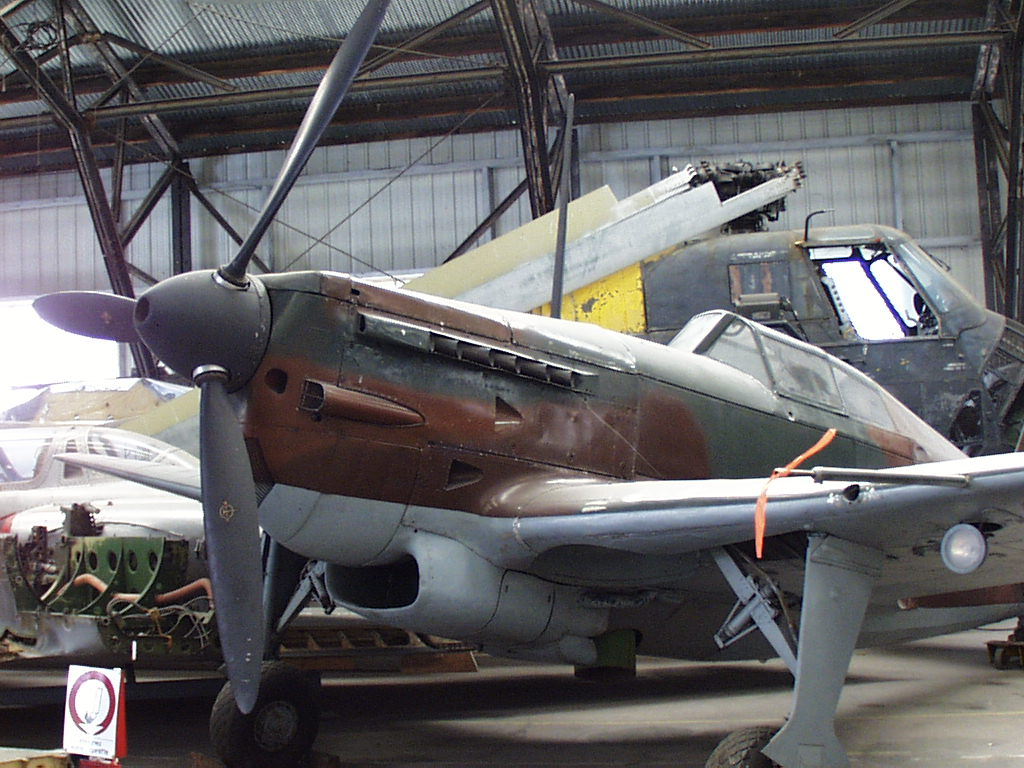
Morane-Saulnier MS.406 z działkiem HS.404

HS.404
- Bloch MB.152
- Breguet Bre.693
- Dewoitine D.500
- Dewoitine D.520
- Lioré et Olivier LeO 451
- Morane-Saulnier MS.406
- Potez 63

### Wielka Brytania i Wspólnota Narodów
Hispano Mk. I
- Gloster F.9/37
- Westland Whirlwind
- Bristol Beaufighter

Hispano Mk. II
- Blackburn Firebrand
- Blackburn Firecrest
- Bristol Beaufighter
- Commonwealth CA-12 Boomerang
- Consolidated Liberator I
- de Havilland Mosquito
- Douglas Boston III
- Fairey Firefly
- Gloster Meteor

- Hawker Hurricane Mk IIC i Mk IV
- Hawker Tempest Mk V Srs I
- Hawker Typhoon Mk IB
- Martin-Baker MB-3
- North American Mustang IA

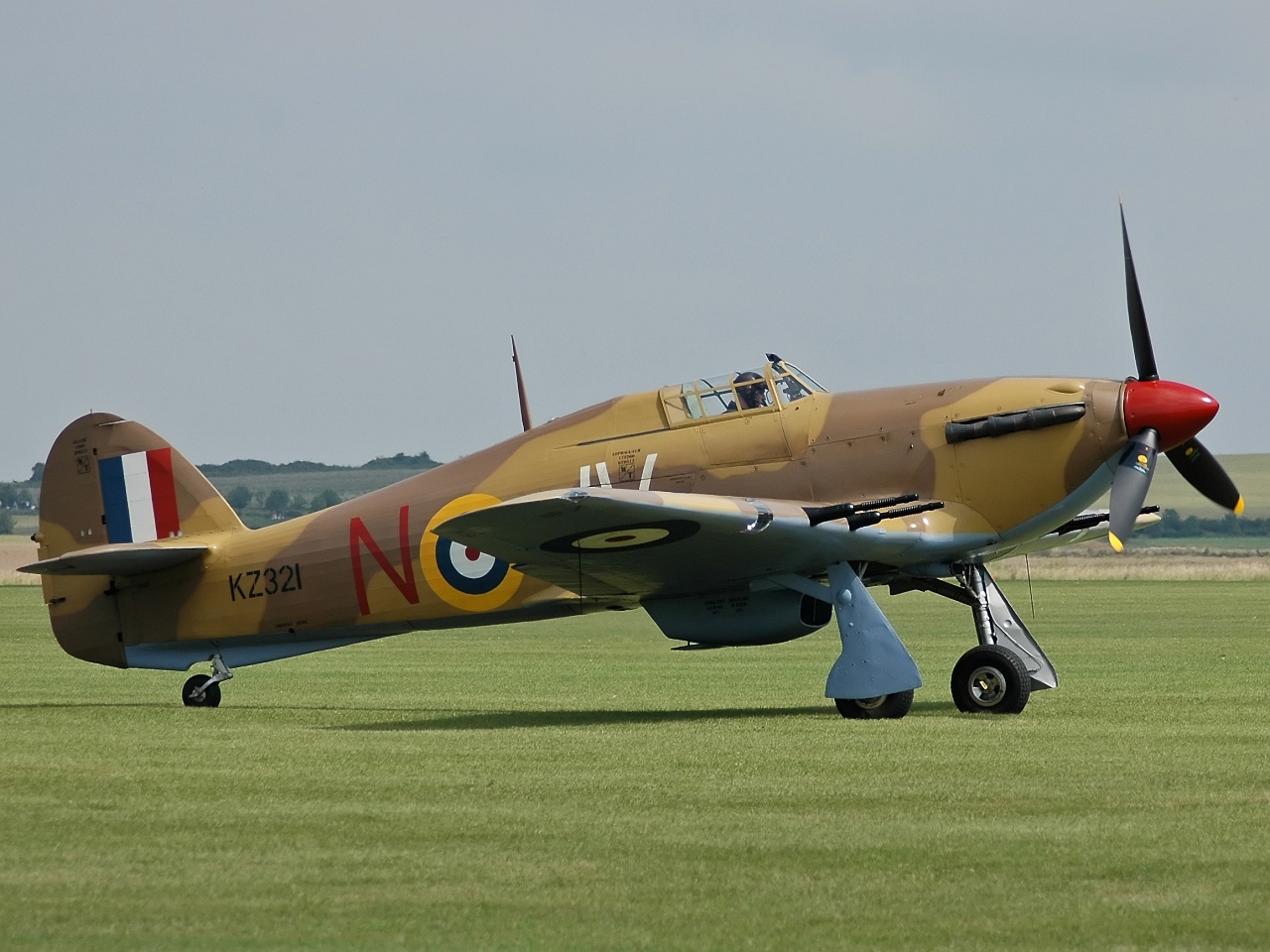
Hawker Hurricane Mk.IV z działkami Hispano Mk. II

- Supermarine Spitfire od Mark V do Mark 20

Hispano Mk. V
- Aérospatiale Alouette III
- Avro Lincoln
- Avro Shackleton
- Bristol Brigand
- de Havilland Hornet
- de Havilland Sea Hornet
- de Havilland Vampire
- de Havilland Venom
- de Havilland Sea Venom
- English Electric Canberra B.Mk.6 i B(I).Mk.8
- Hawker Fury
- Hawker Sea Fury
- Hawker Sea Hawk
- Hawker Tempest Mk V
- Martin-Baker MB-5
- Saunders-Roe SR.A/1
- Supermarine Attacker
- Supermarine Seafang
- Supermarine Spiteful
- Westland Welkin
- Westland Wyvern

### Stany Zjednoczone

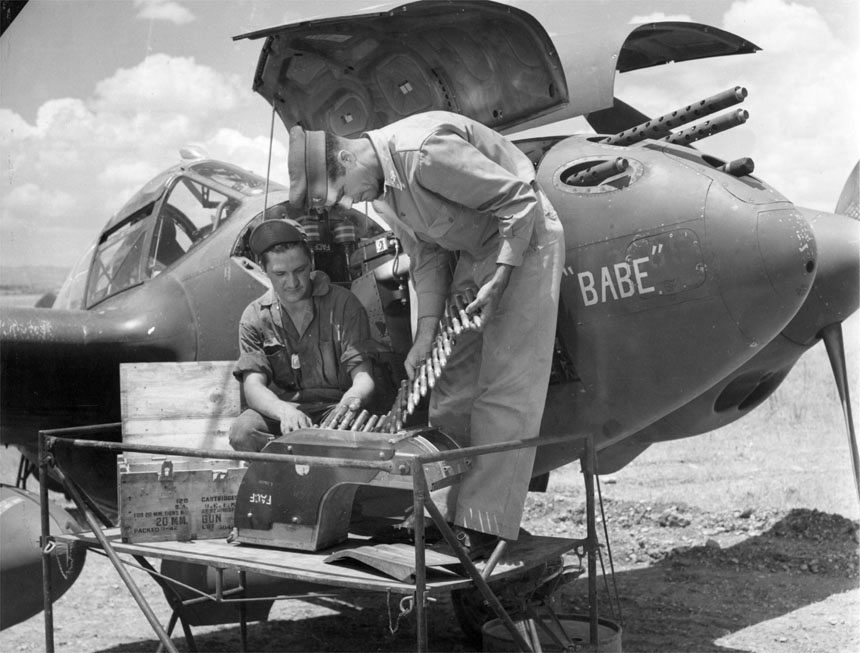
Działko 20 mm Hispano jako główne uzbrojenie myśliwca Lockheed P-38 Lightning

M1
- Bell P-39 Airacobra
- Lockheed P-38 Lightning

AN/M2
- Bell P-400
- Boeing B-29 Superfortress
- Curtiss SB2C Helldiver
- North American P-51 Mustang
- Douglas A-1 Skyraider
- Douglas F3D Skyknight
- Grumman F6F-5N Hellcat
- Grumman F9F Panther
- Grumman F-9 Cougar
- Lockheed P-38 Lightning
- Northrop P-61 Black Widow
- Chance Vought F4U-1C Corsair

T3
- Martin AM-1 Mauler
- Douglas A2D Skyshark

AN/M3
- Vought F4U-4B Corsair
- Vought F6U Pirate
- Chance Vought F7U Cutlass
- Douglas A-3 Skywarrior
- Grumman F9F Panther
- Grumman F8F Bearcat
- Grumman F-9 Cougar

M24
- Convair B-36 Peacemaker
- Boeing B-47 Stratojet
- Douglas B-66 Destroyer
- Northrop F-89 Scorpion